# RC-Phasenbrücke
Eine RC-Phasenbrücke ist eine Schaltung in der Elektronik zur Zündwinkelverstellung von Thyristoren.

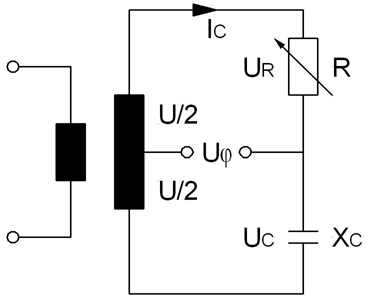
RC-Phasenbrücke

Eine RC-Phasenbrücke besteht aus einem Trafo, der eine Wechselspannung U liefert. Die Sekundärwicklung verfügt über eine Mittelanzapfung. An diesen Trafo wird in Serienschaltung ein verstellbarer Widerstand R und ein Kondensator C angeschlossen. 
Der Widerstand R kann von 0 bis ∞ verstellt werden. Dadurch kann sich der Phasenwinkel φ der Spannung U_φ zwischen 0 und 180° bewegen. Dieser veränderbare Winkel kann zur Ansteuerung eines Thyristors verwendet werden.
Allgemein dient eine Phasenbrücke zur Phasenlagesteuerung (Horizontalverschiebung) einer Spannung (bei konstanter Amplitude) gegenüber einer Referenzspannung.
Alternativ werden auch RL-Phasenbrücken eingesetzt, die aus einem Widerstand und einer verstellbaren Induktivität (Spule) bestehen.